# Marc Bolland (homme d'affaires)
Pour les articles homonymes, voir Marc Bolland et Bolland (homonymie).
Marc Bolland (né le 28 mars 1959) est un homme d'affaires néerlandais, qui a été PDG de Marks and Spencer Group, après avoir été PDG de la société de supermarchés britannique Morrisons.

## Études
Il est titulaire d'une licence de l'école hôtelière de La Haye, puis d'un MBA de l'université de Groningue.

## Heineken
Jeune diplômé, Marc Bolland débute en 1987 chez Heineken International NV, troisième brasseur mondial, basé à Amsterdam. Il y occupe divers postes de direction internationale en Afrique et en Europe centrale avant de rejoindre le conseil d'administration de Heineken en 2001. Il devient directeur de l'exploitation en 2005. Bolland a été crédité de la construction et du déploiement de la marque Heineken à l'échelle internationale,.

## Morrissons
En septembre 2006, il est nommé PDG de la chaîne de supermarchés britannique Morrisons. Morrisons avait acquis Safeway (en) en 2004, créant ainsi un conglomérat de vente au détail de 130.000 personnes au Royaume-Uni. La fusion s'est d'abord révélée un échec. Bolland a rejoint l'entreprise après cinq avertissements sur les bénéfices, avec pour mission de la redresser.
En 2008, Morrisons enregistre une forte croissance de sa part de marché et de ses bénéfices, et en 2008, Bolland est élu « homme d'affaires de l'année » par le Times,. Sous sa direction, Morrisons « ...a gagné d'importantes parts de marché sur ses rivaux ».